# 华龙网
华龙网是重庆市一家网络媒体、門戶新聞網站。该网站最初为重庆日报报业集团所属重庆日报、重庆晚报、重庆晨报、重庆经济报等報紙进行网上新闻传播的平台，該網站也是重慶地方主流网站以及重庆首个拥有新闻采访权的网络新闻媒体。該網站成立於2000年。
2024年11月18日，重庆广电集团将第1眼新闻与华龙网重组整合，华龙网成为其旗下网站，作为“第1眼TV”媒体集群的子品牌。

## 外部連結
- 官方网站